# Knightshayes Court

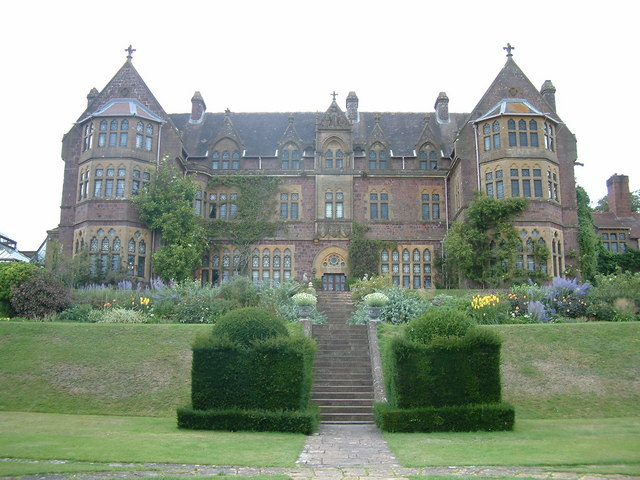
Knightshayes Court, budova.

Knightshayes Court je viktoriánský dům v Tivertonu, v Devonu, v Anglii. Budova byla navržena Williamem Burgesem pro rod Heathcoat-Amory. Nikolaus Pevsner ji popisuje jako "výmluvný výraz vysokých viktoriánských ideálů v zemi střední velikosti." Dům byl zapsán na listinu cenných budov v Anglii (I. stupeň).

## Zahrada
Zahrady byly navrženy Edwardem Kempem, ale byl hodně zjednodušeny v roce 1950 a v 60. letech. Sir John a lady Heathcoat-Amory vydali hodně úsilí při péči o zahrady, oběma byly uděleny řády Medal of Honour (medaile cti) společnosti Royal Horticultural Society. Nemovitost zahrnuje vzácné trávníkové kurty na tenis („stické“) z roku 1907. Mezi další prvky patří rozsáhlé topiary, exempláře neobvyklých stromů a keřů a stáje s obezděnou zeleninovou zahradou, také navržené Burgesem.

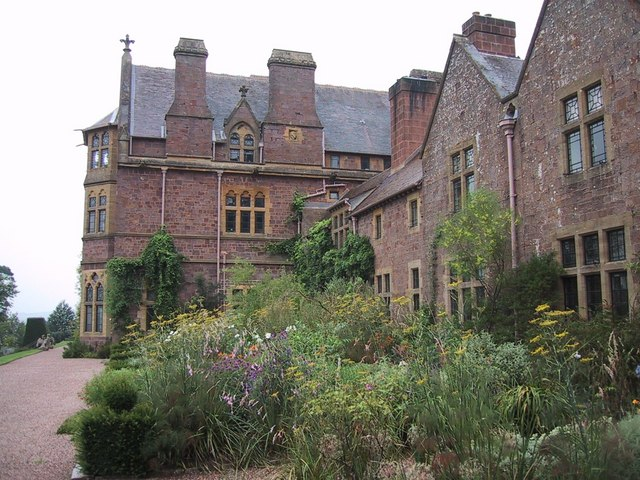
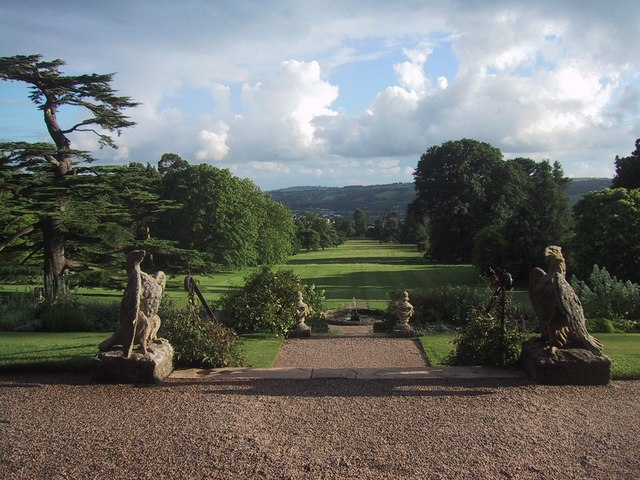
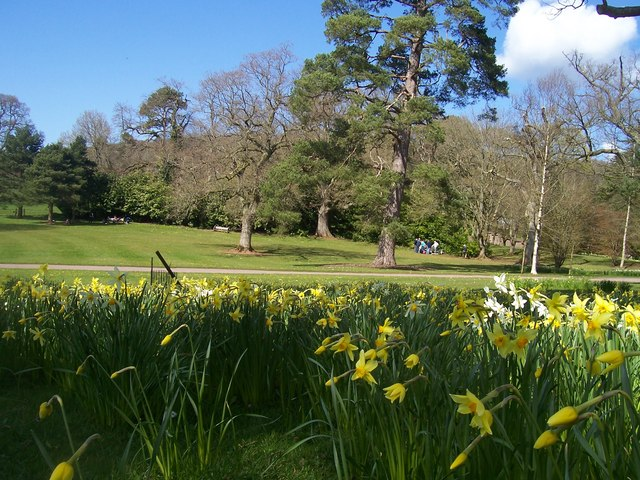